# Comuna Stara Ivanivka, Ohtîrka
Stara Ivanivka (în ucraineană Стара Іванівка) este o comună în raionul Ohtîrka, regiunea Sumî, Ucraina, formată din satele Budne, Klîmentove, Piskî, Podil, Sosonka și Stara Ivanivka (reședința).

## Demografie
Componența lingvistică a comunei Stara Ivanivka
     Ucraineană (94,02%)
     Rusă (5,48%)
     Alte limbi (0,1%)
Conform recensământului din 2001, majoritatea populației comunei Stara Ivanivka era vorbitoare de ucraineană (94,02%), existând în minoritate și vorbitori de rusă (5,48%).